# Podural'skoye Plato
Podural'skoye Plato är ett högland i Kazakstan.   Det ligger i oblystet Aqtöbe, i den västra delen av landet, 1 100 km väster om huvudstaden Astana.